# 小行星4250
小行星4250（英語：4250 Perun）是一颗围绕太阳公转的小行星。1984年10月20日，茲丹卡·瓦弗洛娃在克列特发现了此天体。
这颗小行星的绝对星等为262.22144等。